# 박은미 (방송인)
박은미(한국 한자: 朴銀美, 본명: 박지혜, 본명 한자: 朴智慧, 1987년 8월 21일~)는 2009년 미스 광주-전남 진(眞) 출신의 대한민국의 광고 모델 출신의 방송인이다.
충남 대전 출생으로, 호(號)는 은미(恩美)·은비(恩枇)이고, 2009년 미스코리아 광주-전남 진(眞)에 입상하였으며, 이후 서울과 고향 대전에 거주하면서, 광고 모델 활동을 한 적이 있고, 2016년 7월 이후 광고 모델 분야에서는 은퇴했다.
신장은 176cm이고 체중은 57kg이며, 스키에 취미가 있고 수영에 특기가 있다.

## 수상 경력
- 2009년 미스코리아 광주-전남 진(眞)

## 신체 사이즈
- 가슴: 35 in (88.9 cm)
- 허리: 24 in (61.0 cm)
- 엉덩이: 36 in (91.4 cm)